# Thomas Kingo
Thomas Hansen Kingo (født 15. december 1634 i Slangerup i Nordsjælland, død 14. oktober 1703 i Odense) var en dansk biskop og salmedigter af delvis skotsk herkomst.

## Kirkelig karriere
Thomas Kingo var en søn af væveren Hans Thomsen Kingo og Karen Sørensdatter. Hans Thomsen Kingo blev født i Crail i Skotland, og flyttede som to-årig til Helsingør med sine forældre. Navnet Kingo er en forvanskning af det skotske Kinghorn. Selvom hans forældre ikke var velhavende, blev han som 16-årig 1650 sendt til Frederiksborg Latinskole. 1654 blev han optaget på Københavns universitet, hvor han blev student og tog afsluttende teologisk eksamen 1658. Kort tid efter blev han ansat som huslærer på Frederiksborg Slot i Hillerød, og fra 1659 var han på godset Vedbygård ved Tissø, hvor han skrev en del af sine første digte. I 1661 blev han ansat som kapellan hos præsten Peder Worm i Kirke Helsinge og Drøsselbjerg. To sogne, der ligger ud mod Storebælt, nordvest for Slagelse. 1668 blev han sognepræst i sin fødeby Slangerup.
Hans første kone Sille Blackenborg, som han havde tilegnet digtet Chrysillis, mit Hjeertes Guld døde året efter deres bryllup i 1670, den anden var 13 år ældre end han selv. Hans sidste kone var kun 30 år gammel, da den 60-årige Kingo i 1694 giftede sig med hende. ( Chrysillis ?)
I 1677 udnævntes han til biskop over Fyens Stift. 1679 blev han optaget i adelstanden og i 1682 udnævnt til dr.theol. 1690 fik han rang med justitsråder.

## Salmedigter
Kingo debuterede 1665 med digtet "Sæby-Gaards-koe-klage". Fra 1665 udgav han jævnligt digtsamlinger med fædrelandsdigte, kærlighedsdigte og salmer. Han skrev mange salmer til verdslige melodier, fordi han mente, at alle skulle kunne synge dem.
I 1674 udgav Kingo første del af sin andagtsbog Aandelige Sjungekor. Anden del af Aandelige Sjungekor udkom 1681. Sangene er karakteristiske for barokken.
"Kingos salmebog" fra 1699 – Dend Forordnede Ny Kirke-Psalme-Bog – indeholdt 300 salmer, hvoraf 85 er skrevet af Kingo. Den blev i 1699 beordret til brug i danske, norske og færøske kirker. Menighederne tog melodierne til sig og sang dem på varierende måder.
Thomas Kingo plagedes sine sidste leveår af en alvorlig hudsygdom og døde 1703 68 år gammel.
Da han lå for døden, sagde han verden ret farvel med afklaret ro.
I Odense og Slangerup findes mindesmærker om ham. Hans største minde er salmerne, som stadig synges overalt i de nordiske landes kirker. Thomas Kingo er begravet i Fraugde Kirke uden for Odense.
Kingo skrev salmer i baroktiden, han havde meget fokus på jordelivets elendighed og paradisets lykke. Et eksempel herpå er "Nu rinder solen op af østerlide" (1674). Sidste vers fra udgaven i Den Danske Salmebog:
 Du bedst min tarv og trang,

o Herre, kender,

tilmed er lykkens gang

i dine hænder,

og hvad mig tjener bedst i hver en måde,

du det tilforne ser.

Min sjæl, hvad vil du mer?

Lad Gud kun råde!

Kingos digte og særlig hans salmer er formet i et sprog, som både udtrykker følelser og gør dem troværdige ved at vise deres udspring i konkrete situationer, i genkendelige psykiske tilstande og i konfrontationen med tilværelsens grundspørgsmål, som også almindelige kristne kan forstå.
I Danmark har Kingos salmer været grundlæggende i luthersk kristendomsundervisning helt op til vor tid. I forbindelse med de gudelige vækkelser i 1800-tallet spillede de en central rolle, bl.a. i "de stærke jyders" vækkelse i Øster Snede sogn, hvor kirkegængerne ikke ville give slip på Kingos salmebog, da en ny salmebog udkom. Selv om præsten havde valgt salmer fra den nye, rationalistisk prægede salmebog, sang menigheden de samme numre fra Kingos i stedet. Myndighederne forsøgte at undertrykke kirkefolkenes selvstændighed, bl.a. ved at sende et helt vognlæs degne til gudstjenesterne, men menigheden sejrede, og fik lov at beholde Kingos salmebog. På dansk grund er Kingos salmer blev nyfortolket af talrige kunstnere, men også forsøgt indspillet i udgaver, der ligger så tæt på det originale tonesprog som muligt, bl.a. af Ingolf Olsen.
Også på Færøerne har Kingos salmer haft stor betydning. Med basis i kingosalmerne udviklede der sig i de færøske kirker en tradition, hvor man næsten kun sang hans salmer og det uden musikledsagelse. Først omkring 1900 mistede kingosalmerne deres dominans. For eksempel i bygden Tjørnuvík sang man i tre hundrede år næsten udelukkende Kingos salmer uden musik. Først i 1983 fik Tjørnuvík kirke et orgel. Udtrykkene "Kingosang" eller "Kingotoner" betegner den i gamle dage traditionelle salmesang i de færøske kirker, åndelig visesang ved husandagten eller vers, som man sang i forbindelse med udførelsen af fiskeri, fuglefangst, høst og ved bryllup, begravelse og andre højtider. Kingokoret fra Tjørnuvík og kunstnere som Kristian Blak og Eivør Pálsdóttir sørger for, at Kingos salmer også i nutiden er en vigtig del af det færøske kirke og musikliv. De originale Kingosalmebøger befinder sig på Føroya Landsbókasavn i Tórshavn.